# Perched Rock
Perched Rock är en kulle i Antarktis. Den ligger i Östantarktis. Australien gör anspråk på området. Toppen på Perched Rock är 65 meter över havet, eller 60 meter över den omgivande terrängen. Bredden vid basen är 10,5 km. Perched Rock ligger vid sjön Scale Lake.
Terrängen runt Perched Rock är huvudsakligen platt. Trakten är glest befolkad. Närmaste befolkade plats är Davis Station, 8,4 kilometer väster om Perched Rock. 